# Eesti Põlevkivi Jõhvi
Jk Eesti Põlevkivi Jõhvi este un club de fotbal din Estonia, din orașul Jõhvi.

## Statistici

### Palmares
| Național | Liga estonă     | Divizia | Cea mai bună clasare | Sezoane                |
| -------- | --------------- | ------- | -------------------- | ---------------------- |
| Național | Meistriliiga    | prima   | Locul 2 :            | 1992                   |
| Național | Campionatul RSS | a doua  | Campioni             | 1984                   |
| Național | Campionatul RSS | a doua  | Locul 2 :            | 1982, 1987             |
| Național | Campionatul RSS | a doua  | Locul 3 :            | 1985, 1991             |
| Național | Cupa Estoniei   | cupa    | Finalistă :          | 1996                   |
| Național | Cupa RSS        | cupa    | Campioni             | 1985, 1986, 1987       |
| Național | Cupa RSS        | cupa    | Finalistă :          | 1980, 1983, 1984, 1990 |